# Shinri Shioura
Shinri Shioura (塩浦 慎理, Shio'ura Shinri), né le 5 novembre 1991 à Isehara, est un nageur japonais. 

## Carrière
En 2013, il obtient sa première médaille internationale aux Championnats du monde de Barcelone lors du relais 4 × 100 m quatre nages avec Ryosuke Irie, Kosuke Kitajima et Takuro Fujii.
En 2014, il bat le record d'Asie du 50 m nage libre en 21 s 88, étant le premier Japonais à passer sous les 22 secondes.
Il remporte le 100 m nage libre en 48 s 71 lors des Jeux asiatiques de 2018 en battant d’un 1/100e le recordman du Japon Katsumi Nakamura.

## Palmarès

### Championnats du monde

#### Grand bassin
- Barcelone 2013
  -  Médaille de bronze du relais 4 × 100 m quatre nages